# Tanorus mendax
Tanorus mendax är en nattsländeart som beskrevs av Schmid 1989. Tanorus mendax ingår i släktet Tanorus och familjen Hydrobiosidae. Inga underarter finns listade i Catalogue of Life.